# Wilbur (Washington)
Wilbur az Amerikai Egyesült Államok északnyugati részén, Washington állam Lincoln megyéjében elhelyezkedő város. A 2010. évi népszámlálási adatok alapján 884 lakosa van.
A települést az 1800-as évek végén alapította Samuel Wilbur Condit. A helység neve Goosetown lett volna, azonban végül a Wilbur elnevezés mellett döntöttek. Wilbur 1890. augusztus 11-én kapott városi rangot.
Az 1891 októberi tűzben négyen meghaltak, az 1901. július 5-én felcsapó lángok pedig 155 ezer dollár kárt okoztak. A vezetékes vízhálózatot és az elektromos közvilágítást 1903-ban építették ki.

## Éghajlat
A város éghajlata félsivatagi sztyeppe (a Köppen-skála szerint BSk).
| Hónap                         | Jan.  | Feb.  | Már.  | Ápr.  | Máj. | Jún. | Júl. | Aug. | Szep. | Okt.  | Nov.  | Dec.  | Év    |
| ----------------------------- | ----- | ----- | ----- | ----- | ---- | ---- | ---- | ---- | ----- | ----- | ----- | ----- | ----- |
| Rekord max. hőmérséklet (°C)  | 18,3  | 16,1  | 23,9  | 31,7  | 35,6 | 41,1 | 43,3 | 40,6 | 37,8  | 30,6  | 20,6  | 12,8  | 43,3  |
| Átlagos max. hőmérséklet (°C) | 0,6   | 3,9   | 9,4   | 15,0  | 20,0 | 23,9 | 29,4 | 28,9 | 23,9  | 15,0  | 5,6   | −0,6  | 14,6  |
| Átlagos min. hőmérséklet (°C) | −6,7  | −5,0  | −2,2  | 0,0   | 3,9  | 7,2  | 10,6 | 10,0 | 5,6   | 0,6   | −3,3  | −7,2  | 1,2   |
| Rekord min. hőmérséklet (°C)  | −32,8 | −34,4 | −20,0 | −12,2 | −7,2 | −3,9 | −3,9 | −3,9 | −10,0 | −17,2 | −27,8 | −30,6 | −34,4 |
| Átl. csapadékmennyiség (mm)   | 36    | 26    | 28    | 25    | 33   | 23   | 20   | 8    | 12    | 22    | 43    | 45    | 321   |
| Forrás: The Weather Channel   |       |       |       |       |      |      |      |      |       |       |       |       |       |

## Népesség
A 2010-es népszámláláskor a városnak 884 lakója, 404 háztartása és 243 családja volt. A népsűrűség 258,5 fő/km2. A lakóegységek száma 468, sűrűségük 136,8 db/km2. A lakosok 93,4%-a fehér, 0,3%-a afroamerikai, 2,7%-a indián, 0,5%-a ázsiai, 0,2%-a a Csendes-óceáni szigetekről származik,  2,8%-a pedig kettő vagy több etnikumú. A spanyol vagy latino származásúak aránya 2,3% (   )
A háztartások 22,8%-ában élt 18 évnél fiatalabb. 50,7% házas, 5,7% egyedülálló nő, 3,7% egyedülálló férfi, 39,9% pedig nem család. 35,1% egyedül élt; 20%-uk 65 éves vagy idősebb. Egy háztartásban átlagosan 2,16 személy élt; a családok átlagmérete 2,81 fő.
A medián életkor 50,2 év volt. A város lakóinak 20,4%-a 18 évesnél fiatalabb, 5% 18 és 24 év közötti, 18,2%-uk 25 és 44 év közötti, 31,1%-uk 45 és 64 év közötti, 25,2%-uk pedig 65 éves vagy idősebb. A lakosok 47,3%-a férfi, 52,7%-a pedig nő.

## Fordítás
- Ez a szócikk részben vagy egészben  a   Wilbur, Washington című angol Wikipédia-szócikk ezen változatának fordításán alapul.  Az eredeti cikk szerkesztőit annak laptörténete sorolja fel. Ez a jelzés csupán a megfogalmazás eredetét és a szerzői jogokat jelzi, nem szolgál a cikkben szereplő információk forrásmegjelöléseként.